# Guild
Guild Guitar Company — американская компания по производству гитар, основанная в 1952 году Альфредом Дронге, гитаристом и владельцем музыкального магазина, а также Джорджем Манном, бывшим руководителем Epiphone Guitar Company. С 2014 года является частью бренда Córdoba Music Group.

## История происхождения

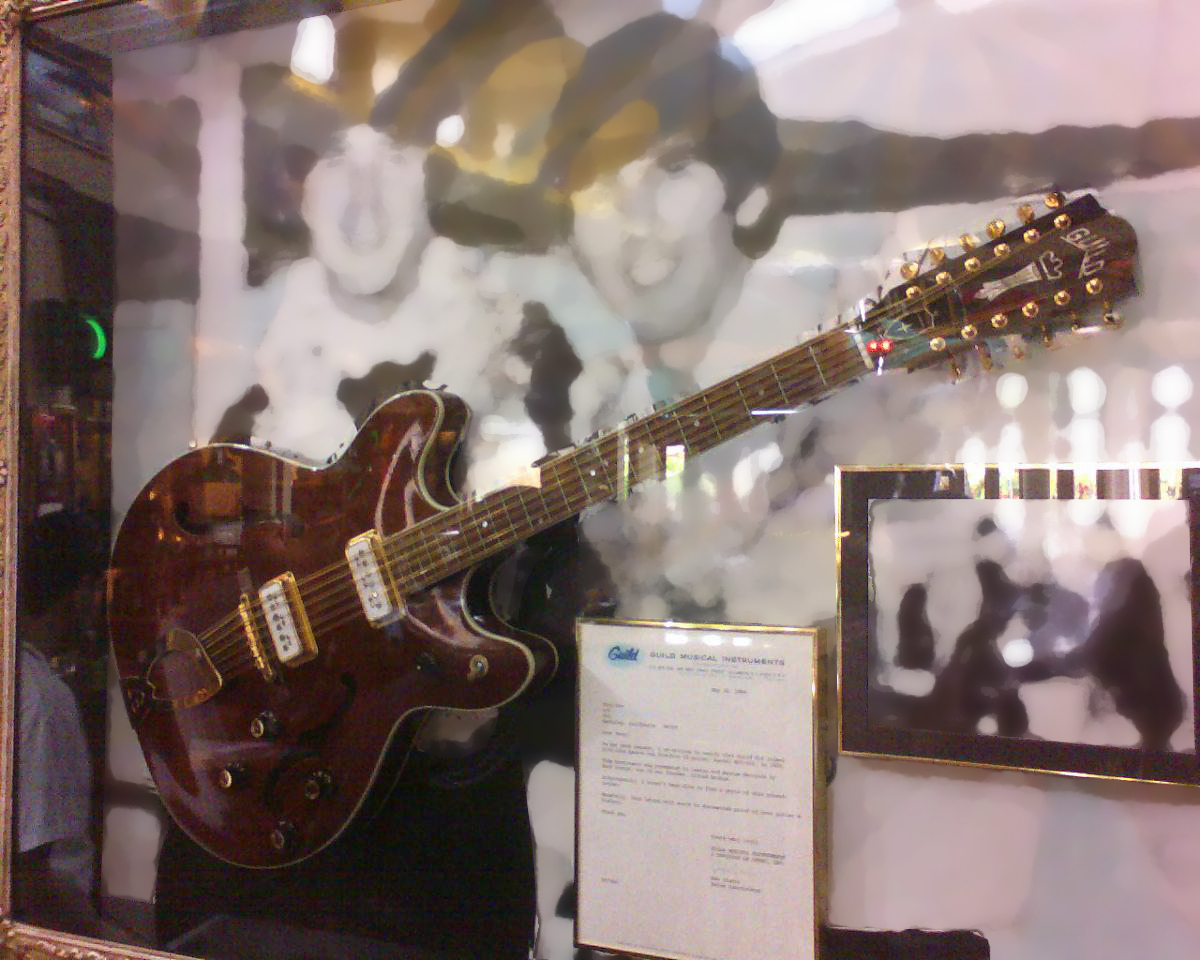
Двенадцатиструнная гитара Guild Starfire XII 1966 года выпуска, принадлежавшая Джону Леннону

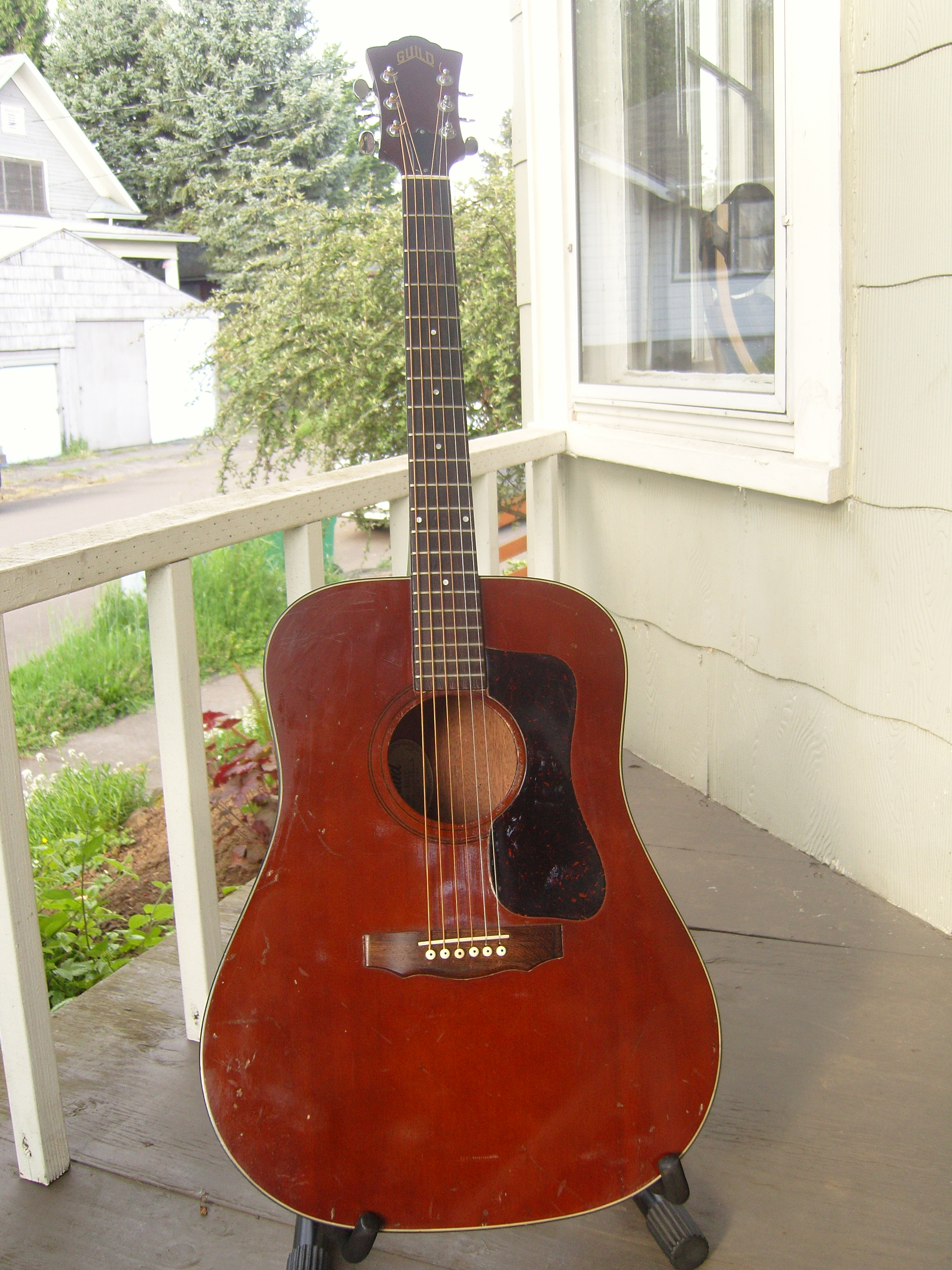
Guild D25M 1979 года

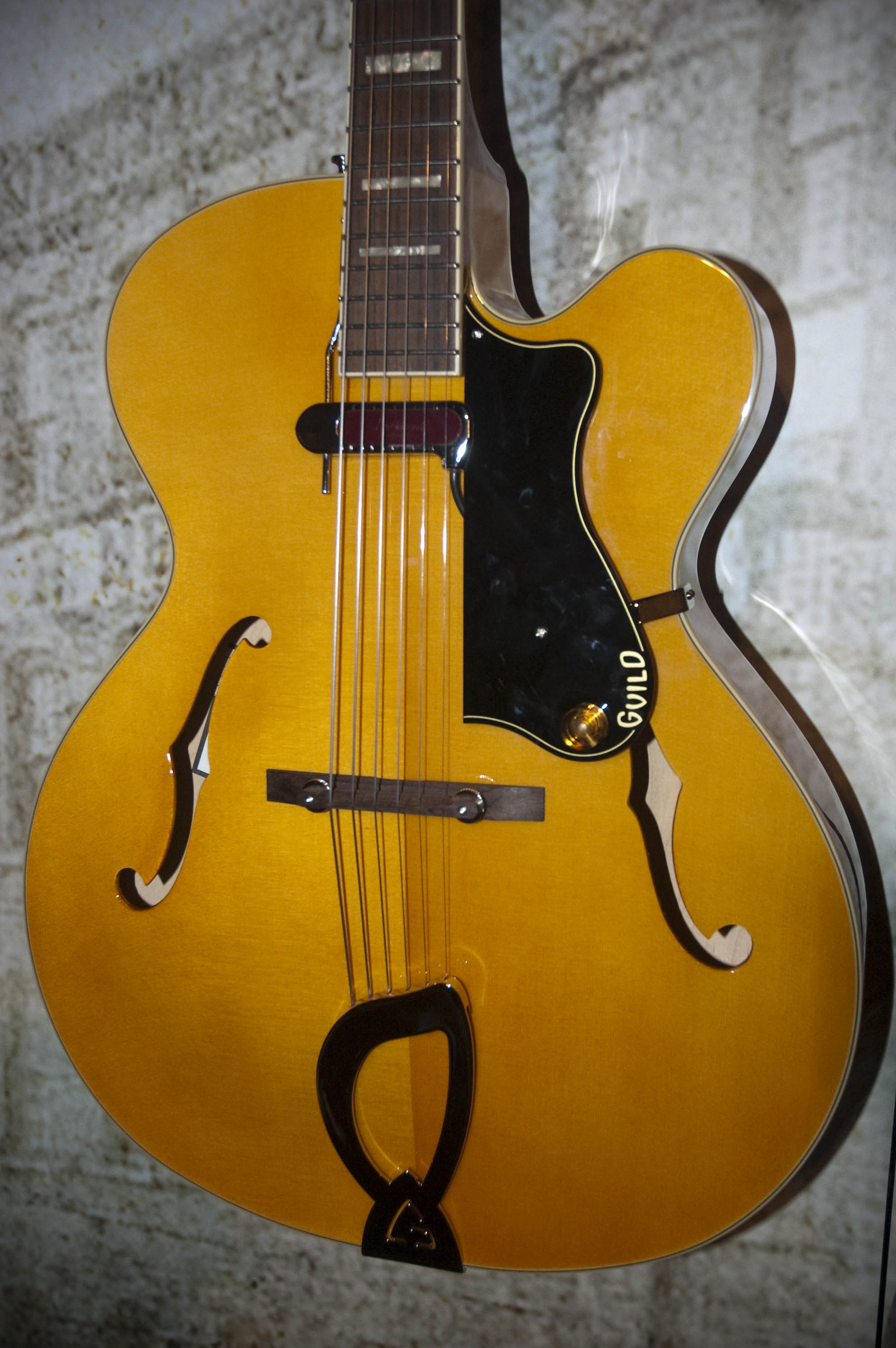
A-150 Savoy

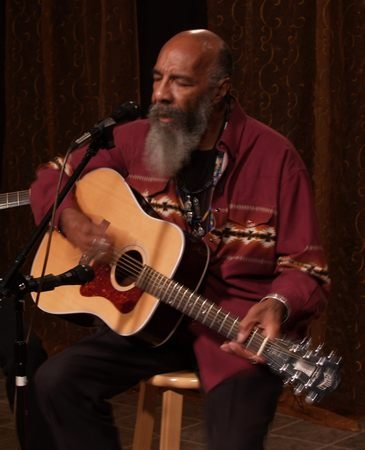
Ричи Хейвенс использовал гитару Guild D40 во время выступления в Вудстоке в 2006 году

Первая мастерская Guild была расположена в Манхэттене, Нью-Йорк, где Дронге занимался производством электрических и акустических джазовых гитар. Большая часть рабочих состояла из бывших сотрудников Epiphone, которые потеряли свои рабочие места после забастовки 1951 года и последующего переезда компании из Квинз в Филадельфию. Быстрый рост заставил компанию переехать в более просторное помещение на Ньюарк-стрит в Хобокене, штат Нью-Джерси, в старом здании R. Neumann Leathers. Повальное увлечение фолк-музыкой в начале 60-х годов сместило акценты в сторону производства линейки акустических фолковых и блюзовых гитар. Выпущенная серия дредноутов D-40, D-50 и, позже, D-55 составила конкуренцию гитарам Martin D-18 и D-28, а также моделям Jumbo и Grand Concert «F», особенно популярным у блюзовых гитаристов, таких как Дейв Ван Ронк. Примечательна также 12-струнная гитара Guild, которая использовала корпус Jumbo «F» и двойные ферменные стержни на шейке грифа для получения глубокого, богатого тона, отличавшегося от звона двенадцатиструнных гитар Martin. 
Компания продолжала расширяться и была продана корпорации Avnet. В 1966 году производство гитар переместилось в Уэстерли, штат Род-Айленд. Новое поколение фолк-рокеров стало использовать гитары Guild для концертных выступлений. Например, на открытии фестиваля «Вудсток» в 1969 году Ричи Хейвенс использовал гитару Guild D-40.
На протяжении 1960-х Guild стали агрессивно осваивать рынок электрогитар, успешно продвигая линию полуакустических гитар (Starfire I, II и III) и гитар с полусплошным корпусом (Starfire IV, V и VI). Несколько ранних психоделических групп на Западном побережье использовали эти инструменты. В частности, на них играли гитаристы Боб Вейр и Джерри Гарсиа, басист Grateful Dead Фил Лэш, а также басист Jefferson Airplane Джек Касади. Редкая электрогитара S-200 Thunderbird использовалась Мадди Уотерсом и Залом Яновски из The Lovin 'Spoonful. Вдохновлённый Мадди Уотерсом, Росс Хэннафорд также приобрел Thunderbird и активно использовал его во время участия в популярной австралийской группе 1970-х Daddy Cool.
Guild также успешно произвела первую акустическую гитару с вырезом в корпусе для лучшего доступа к нижним ладам, дредноут D40-C. Дизайн, который был создан в 1972 году гитаристом Ричардом («Риком») Эксельенте, до сих пор используется практически каждым производителем гитар.
Упадок фолк-акустического рынка в конце 70-х и начале 80-х годов оказал серьёзное экономическое давление на компанию. В то время как специалисты по инструментам в целом признавали, что качество инструментов других американских производителей существенно пострадало, модели Guild 70-х и 80-х годов по-прежнему считались изготовленными в соответствии с высокими стандартами качества, которыми славился завод Westerly. В 1980-х годах Guild представила серию цельнокорпусных гитар Superstrat, в том числе модели Flyer, Aviator, Liberator и Detonator, T-200 и T-250 в стиле «телекастер» (одобренные Роем Бьюкененом), а также басы Pilot Bass, с ладами и без ладов, с четырьмя и пятью струнами. Эти гитары стали первыми инструментами Guild c остроконечными грифами, за что их иногда называли «остроконечным дурманом», «утиной ножкой» и «ножом для торта».

## Эра Fender

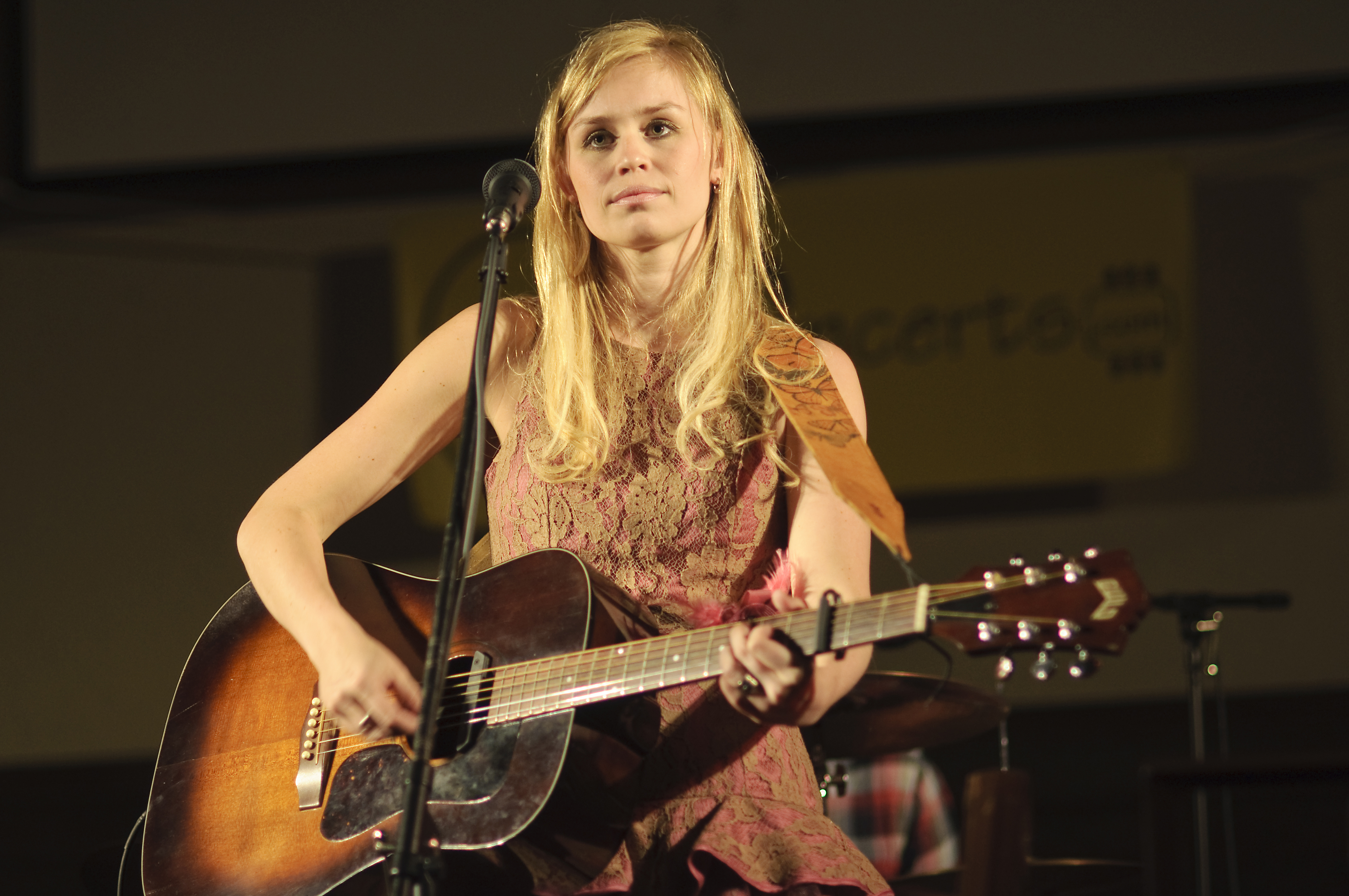
Шведская певица София Талвик с гитарой Guild, 2010 год

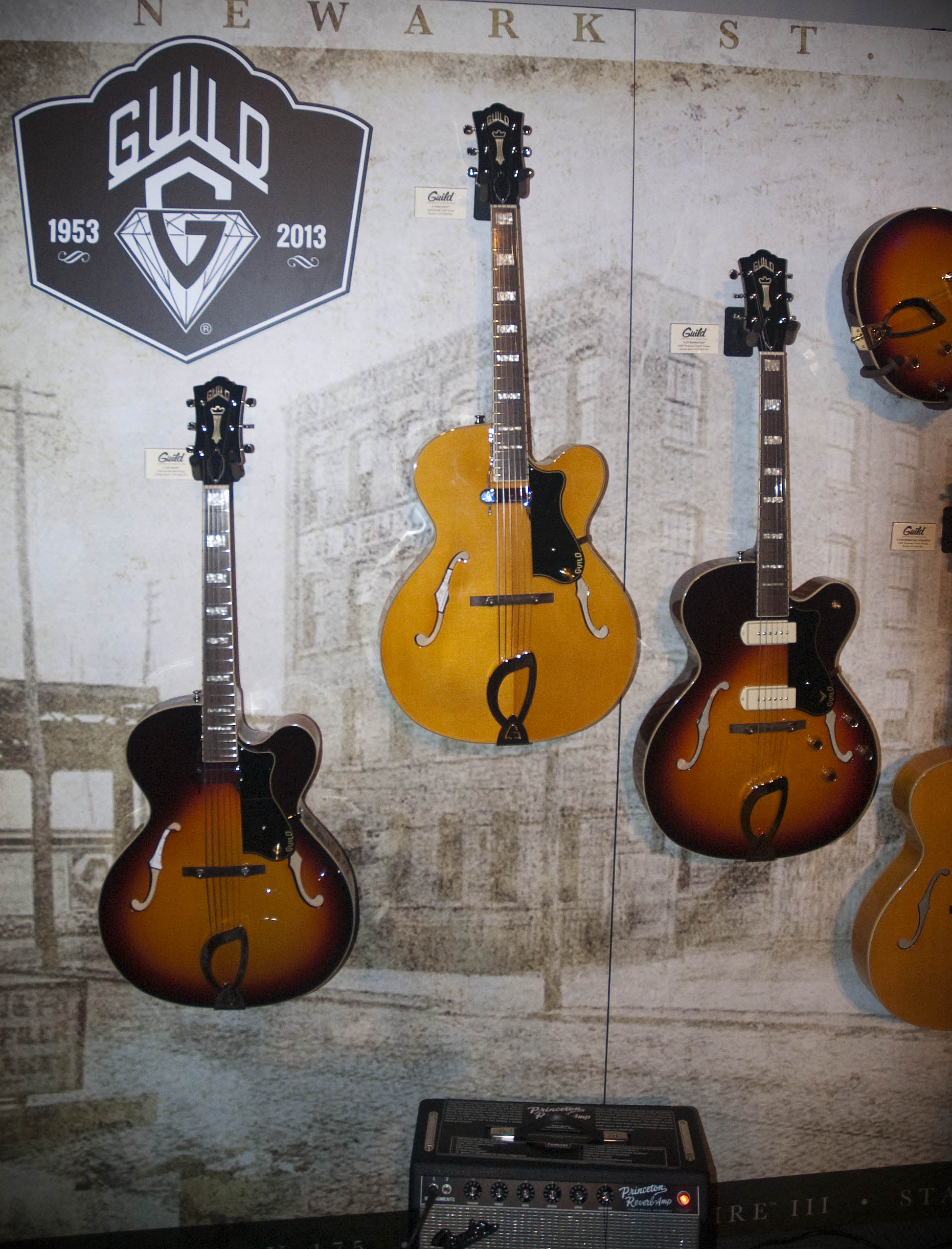
Гитары Guild с полым корпусом, 2013 год

После нескольких смен собственников, в 1995 году Guild была куплена компанией Fender Musical Instruments Corporation. В конце 2001 года Fender решил закрыть завод Westerly, ссылаясь на трудности в области климат-контроля и производственного процесса на заводе, и перенёс всю продукцию Guild на свой завод в Короне, штат Калифорния. Чтобы упростить производство электроакустических и акустических гитар на фабрике, которая до этого момента производила только электрогитары, рабочие Westerly подготовили и отправили в Корону гитарные «наборы». Эти комплекты представляли собой практически готовые гитары, требующие только окончательной сборки и отделки перед отправкой в розничные сети.
Изготовление гитар в Короне длилось недолго, так как в 2004 году Fender приобрела активы компании Tacoma Guitar Company, и переместила фабрику по созданию акустических гитар Guild в Такому, штат Вашингтон. Производство электрических гитар Guild американского производства было полностью остановлено. 
В 2008 году Fender в очередной раз переместил линии по производству гитар Guild, купив компанию Kaman Music Corporation и её небольшое предприятие в Нью-Хартфорде, штат Коннектикут. Именно там возобновилась ручная сборка всех гитар Guild, произведённых в США, не уступающих по качеству продуктам других высококлассных гитарных производителей. Завод Guild в Нью-Хартфорде начал выпуск топовых моделей D-55 и F-50. Производство наращивало обороты, и так что вскоре было возобновлено производство большинства популярных моделей акустических гитар серии. Кроме того, вновь стали доступны электроакустические гитары, а начиная с 2012 года — как правосторонние, так и левосторонние инструменты.
В 2011 году модели традиционной серии были усовершенствованы с помощью новой системы звукоснимателей DTAR (DTAR-MS для нескольких источников), которая позволяла микшировать сигнал с внутреннего микрофона и датчика под нижним порожком. Предыдущие конфигурации DTAR включали только датчик под порожком. Кроме того, для производства гитарных чехлов стал использоваться высококачественный материал, искусственная кожа аллигатора с бархатной внутренней обивкой, что делало их похожими на футляры, которые ранее использовались только для гитар Custom Shop.
В конце 2010 года Guild выпустила свои акустические гитары серии Standard, которые представляли собой американские гитары (всё ещё производимые на заводе в Нью-Хартфорде, штат Коннектикут), основанные на моделях из их топовой серии Traditional. Способ отделки инструментов претерпел небольшие изменения, что сделало гитары более доступными. Модели стандартной серии включали F-30, F-30R, F-50, D-40, D-50, а также двенадцатиструнную гитару F-212XL.
В 2011 году были выпущены электроракустические версии всех моделей серии Standard. Отличительной чертой этих гитар стали «венецианские» вырезы, а также звукосниматели DTAR 18V. Новые гитары стали содержать суффикс «CE» в конце номера модели, и продавались вместе с жёстким чехлом.
На заводе в Нью-Хартфорде также была создана новая линия специальных гитар с ограниченным тиражом, получившая серийный номер GSR (англ. Guild Special Run — «Специальный выпуск Guild»). Впервые эта серия была представлена дилерам компании во время закрытого тура по предприятию в середине 2009 года. Представленные модели отличались уникальным дизайном, выбором дерева, орнаментом, и были выпущены ограниченным тиражом. В серию GSR вошли гитары F-20, F-40 и D-50 из дерева кокоболо, F-30R из палисандра, F-50 из акации коа, а также первая с 2003 года электрогитара Guild GSR Starfire VI (тираж — 20 инструментов).

## Эра Cordoba
В конце весны — начале лета 2014 года завод Fender New Hartford Guild закрылся, поскольку Fender начал подготовку к продаже бренда Guild. Cordoba Music Group (CMG), базирующаяся в Санта-Монике, штат Калифорния, приобрела права на бренд Guild и начала строить новое производственное предприятие в Окснарде во главе с ранее работавшим в Gibson Реном Фергюсоном в качестве вице-президента по производству и исследованиям. Cordoba запустила производство в конце 2015 года, и уже в начале 2016 года вышли первые модели M-20 и D-20. В конце 2017 года были выпущены более высококлассные модели, такие как D-55.

## Бренды Guild за рубежом
В начале 70-х Guild начала создание импортных брендов для акустических и электрогитар, произведённых в Азии. Всего существовало три импортных бренда: Madeira, Burnside и DeArmond.
Акустическая и электрическая гитары Madeira следовали дизайну существующих гитар Guild. Основными отличиями были уникальная форма накладки и другая головка грифа. Как и Madeira, электрогитары Burnside представляли собой обычные электрогитары Guild (чаще всего — суперстраты), изготовленные за пределами США. На грифе этих гитар значилось «Burnside by Guild». Выпуск гитар обоих брендов был прекращён в начале 90-х.
После того, как Fender приобрел Guild в середине 90-х, в Корее были произведены реплики некоторых электрогитар Guild под торговой маркой DeArmond, права на которую также принадлежали Fender. Импортные модели включали гитары Starfire, X155, T400, M-75 Bluesbird, S-73 и Pilot Bass. На головке грифа этих инструментов был изображён логотип DeArmond, а также модифицированная версия логотипа Gulid Chesterfield. В ранних версиях на задней части головки грифа была нанесена надписью «DeArmond by Guild», однако в более поздних версиях все упоминания Guild были опущены. Часть более дешёвых моделей DeArmond была изготовлена в Индонезии. Производство гитар DeArmond было прекращено в начале 2000-х годов. 